# Raoul-Jean Moulin
Pour les articles homonymes, voir Moulin (homonymie).
Raoul-Jean Moulin (né le 10 janvier 1934 à Saint-Étienne et mort le 21 décembre 2014 à Villejuif) est un journaliste, essayiste et critique d'art français.

## Biographie
Élevé dans un milieu populaire, Raoul-Jean Moulin fréquente la troupe de Jean Dasté, travaille à La Dépêche en 1950 puis rejoint l'année suivante Paris. Il effectue à partir de 1953 son service militaire en Afrique-Occidentale pendant deux ans. Passionné par l’art africain, il s'installe en 1955 en Côte d'Ivoire comme rédacteur-documentariste au journal Abidjan-Matin grâce au soutien de l'explorateur Théodore Monod et, de 1955 à 1957, comme chroniqueur-cinéma à Radio-Abidjan dont il est l'un des fondateurs. Il réalise en 1957 la fiction Le Château des pauvres et crée un ciné-club où il rencontre alors une jeune Cap-Verdienne qui devient son épouse Janine. 
De retour en France en 1958 le cinéaste Jean Rouch lui propose de rejoindre le comité du film ethnographique du Musée de l'Homme. La même année Raoul-Jean Moulin propose un article sur l’art sénoufo aux Lettres françaises et Louis Aragon l'incite à intégrer en tant que critique d'art l'équipe de l'hebdomadaire auquel il collabore jusqu'en 1972. De 1961 à 1972 il participe auprès de Georges Boudaille aux travaux de la Biennale de Paris et est de 1962 à 1966 commissaire d'expositions pour la série des manifestations Donner à voir à la Galerie Greuze à Paris. Il participe à la création de la revue Opus international à laquelle il collabore de 1967 à 1972. Devenu élu du Parti communiste français de la ville de Châtillon, il y crée la manifestation « Châtillon-des-arts » (1966-1976). De 1969 à 1973, Raoul-Jean Moulin est membre de la commission nationale du 1% auprès du ministère des affaires culturelles. En 1972, il est responsable du pavillon français de la 36e Biennale de Venise pour lequel il sélectionne notamment Jean Le Gac, Gérard Titus-Carmel, Christian Boltanski, Claude Viseux et Mariano Hernandez et commissaire de l'exposition Panorama de l’art français contemporain au Caire. 
Critique d’art à L'Humanité de 1974 à 1998, il accorde régulièrement dans la Fête du journal une place aux artistes. Secrétaire général adjoint de l’Association internationale des critiques d’art de 1972 à 1978, il en est le secrétaire général de 1979 à 1984, collaborant avec l’UNESCO dont il devient consultant pour les arts plastiques. En 1975, il collabore également comme conseiller scientifique à l’édition de l’œuvre poétique d’Aragon (tomes 7 à 12). Voyageant à travers l’Europe de l'Est, Tchécoslovaquie, Yougoslavie, URSS, envoyé en 1975 en mission d’information en RDA par l’Union des Arts Plastiques Français avec Ladislas Kijno et James Pichette Raoul-Jean Moulin y rencontre des artistes ignorés en France sur lesquels il publie des études.

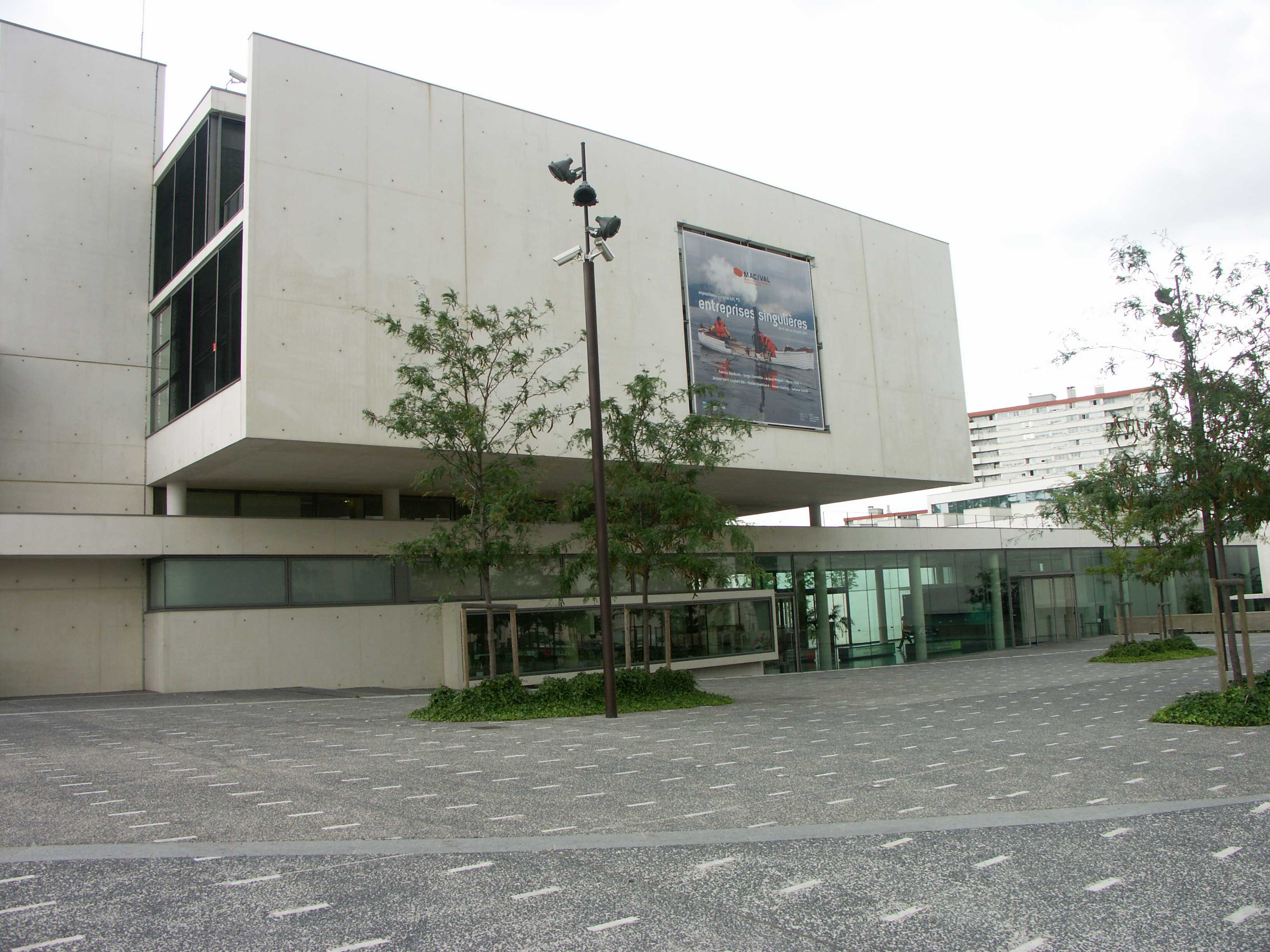
Musée d'art contemporain du Val-de-Marne (MAC/Val) à Vitry-sur-Seine

Pour élaborer un programme de soutien à la création le Conseil départemental du Val-de-Marne fait en 1982 appel à Raoul-Jean Moulin. Nommé directeur du Fonds départemental d’Art contemporain (FDAC), il constitue une large collection de plus d’un millier de peintures et de sculptures, dont des œuvres de Geneviève Asse, Alfred Manessier, Olivier Debré, Villeglé, Pierre Soulages conservée au Musée d'art contemporain du Val-de-Marne (MAC/Val), ouvert à Vitry-sur-Seine en 2005. Raoul-Jean Moulin y dépose en 2007 ses archives. 
Victime d'une hémiplégie en 2000, il meurt en 2014. Sa collection personnelle est dispersée le 9 février 2018 à l'Hôtel Drouot.

## Publications
- Sources de la peinture, Rencontre, Histoire Générale de la Peinture 1, 1965
- De l'art révolutionnaire des années 20 à la recherche d'un nouvel art soviétique chapitre ajouté à L'Art russe de Louis Réau, Tome 3, p.231 à 284, édition Marabout université, Verviers, 1968.
- Chu Teh-Chun : peintures récentes, Paris, Galerie Roger Le Grall, 1969
- Henri Matisse, dessins, Cercle d'art, 1968
- Édouard Pignon (avec André Calles), préface de Jean Vauthier, Bibli-Opus, Éditions Georges Fall, 1970
- Jiří Kolář : collages, ARC - Musée d'art moderne de la ville de Paris, 1971
- Jiří Kolář (avec Louis Aragon), Georges Fall, 1973
- Chu Teh-Chun : peintures, dessins 1955-1982, Musée d'art moderne André-Malraux, Le Havre, 1982
- Pierre Tal Coat, œuvres de 1926-1946, Galerie Fanny Guillon-Laffaille, Paris, 1989   (ISBN 2906464058)
- Chu Teh-Chun : grands formats récents, Galerie municipale de Vitry-sur-Seine, 1994
- Ladislas Kijno, Cercle d'art, 1994  (ISBN 2702203426)